# Abadia de Le Barroux

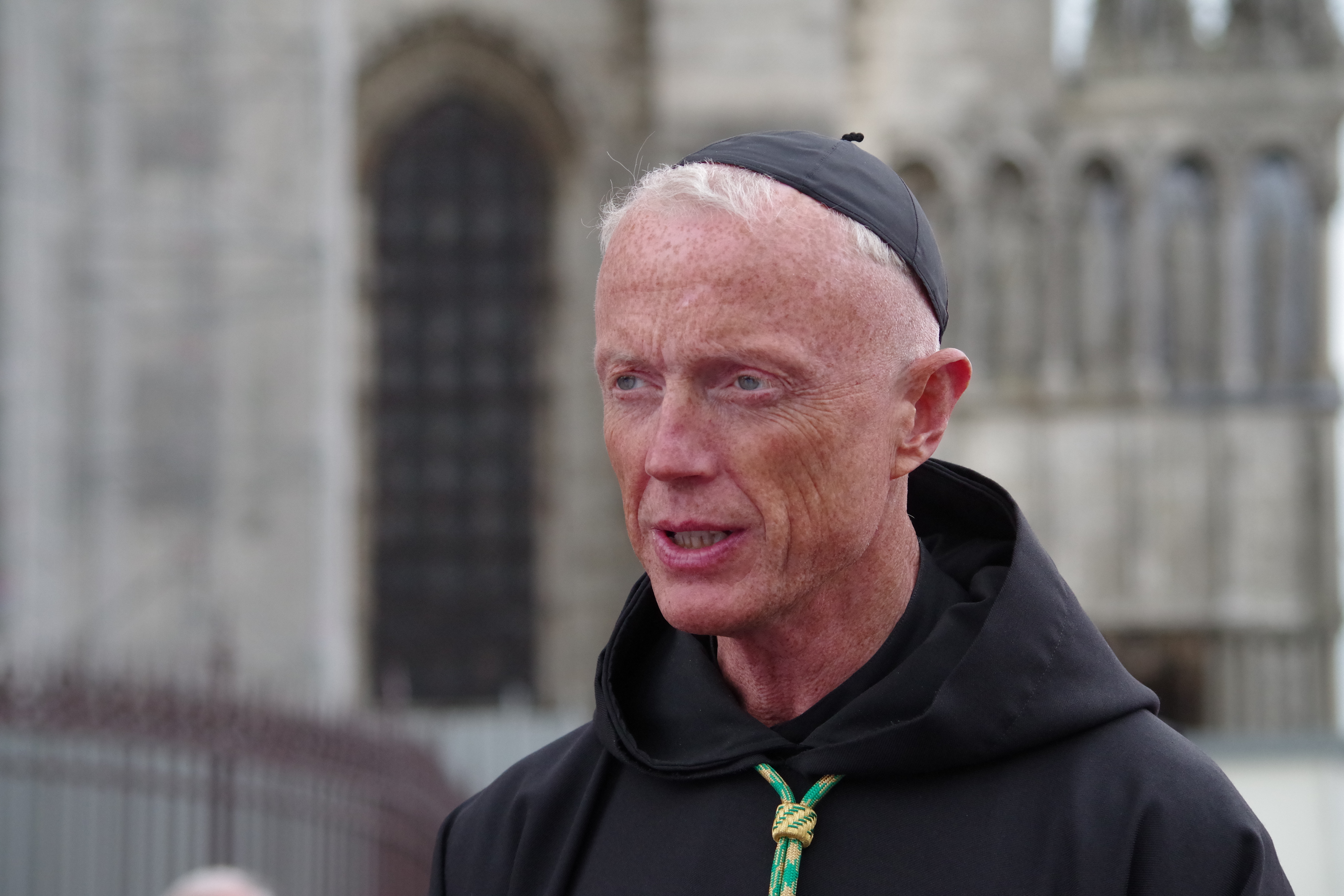
Atual abade Dom Louis-Marie de Geyer d'Orth, em 2016

A abadia de Sainte-Madeleine du Barroux também conhecida como Le Barroux Abbey é uma abadia beneditina tradicionalista localizada em Le Barroux, Vaucluse, França. Foi fundada em 1978 por Dom Gérard Calvet, enquanto o atual abade é Dom Louis-Marie de Geyer d'Orth.
A liturgia é celebrada de acordo com o Missal Romano pré-1970 (Missa Tridentina). O Ofício Divino do mosteiro é transmitido diariamente.

## História
Antes da consagração da atual abadia, um grupo de homens, liderados por Dom Gérard Calvet, fundou uma pequena comunidade de monges beneditinos na Capela de Santa Maria Madalena, na região de Vaucluse, no sudeste da França. Abalado pelas mudanças provocadas pelo Concílio Vaticano II, fundou a abadia como forma de continuar a prática e a vida tradicional dos monges beneditinos e a liturgia tradicional da Igreja Católica. Em 1979 foi fundada uma filial feminina, a Abadia de Notre-Dame-de-l'Annonciation. Em 1986 a comunidade contava com 53 monges.
Inicialmente apoiando o movimento lefebvrista, eles romperam com ele após as consagrações de Écône e as subsequentes excomunhões do arcebispo Marcel Lefebvre e dos bispos consagrados. Em 25 de julho de 1988, após um período de negociações, os monges foram exonerados de suas sanções e reconciliados com a Santa Sé, embora ainda autorizados a usar a liturgia pré-conciliar de acordo com o motu proprio Ecclesia Dei emitido pelo Papa João Paulo II dia após as excomunhões. Em 18 de junho de 1989 o mosteiro recebeu o status canônico e em 2 de julho foi elevada à categoria de abadia, com Dom Gerard Calvet como seu primeiro abade.  A Abadia foi consagrada em 2 de outubro de 1989 pelo Cardeal Édouard Gagnon.
Em 24 de setembro de 1995, o Cardeal Ratzinger, então prefeito da Congregação para a Doutrina da Fé, visitou o mosteiro e celebrou a Missa. Em 21 de novembro de 2002, oito dos quase 70 monges deixaram a Abadia para fundar o Mosteiro de Sainte-Marie de la Garde em Saint-Pierre-de-Clairac. Dom Gerard renunciou ao cargo de abade em 25 de novembro de 2003 e Dom Louis-Marie foi escolhido para substituí-lo. Em 28 de fevereiro de 2008 Dom Gerard morreu devido a um acidente vascular cerebral. Em 25 de setembro de 2008, a Abadia passou a fazer parte da Confederação Beneditina da Ordem de São Bento.
Em 2008 vários monges deixaram Le Barroux para fazer uma nova fundação em Villatalla, Província de Imperia, Itália.
Em maio de 2014, a Abadia tinha 57 membros, incluindo 26 sacerdotes, 1 diácono, 21 irmãos, 1 estudante, 1 professo temporário e 5 noviços, sendo 44 a idade média.

## Comunidade
O mosteiro tem o seu próprio lagar, que é usado para produzir azeite. Os monges também produzem lavanda, vinho e pão em sua própria padaria. A Abadia produz vinho em conjunto com vinicultores locais de forma tradicional.
Os monges oferecem retiros espirituais, bem como orientação espiritual individual. A Abadia tem um hotel para acomodar os hóspedes.
A fim de permitir que os oblatos e outros fiéis se conectassem mais de perto à vida litúrgica do mosteiro, os monges começaram a transmitir online sua rodada diária do Ofício Divino. As gravações estão disponíveis no site da Abadia e por meio de um aplicativo de telefone.

## Galeria

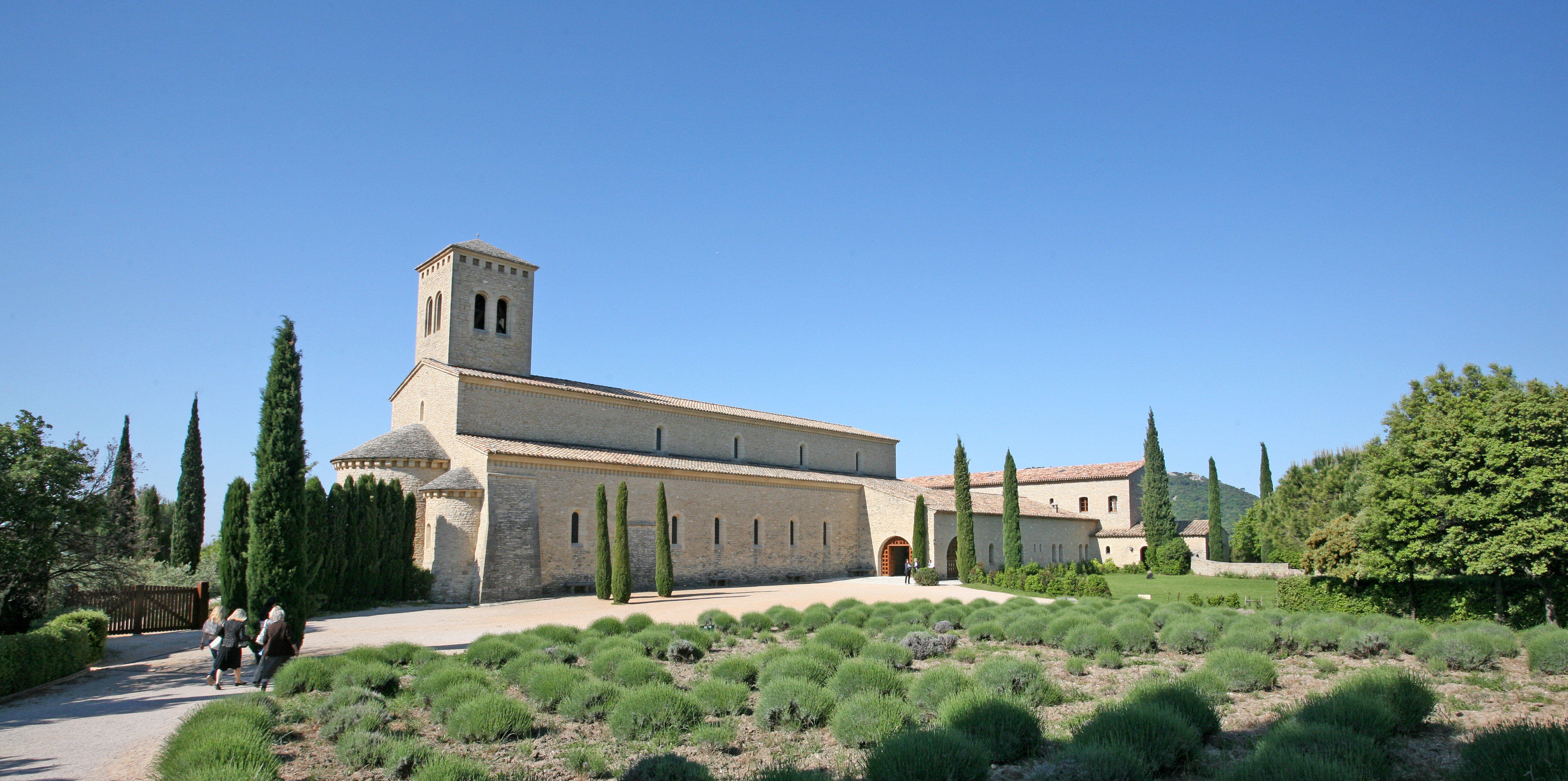
Outra vista da Abadia
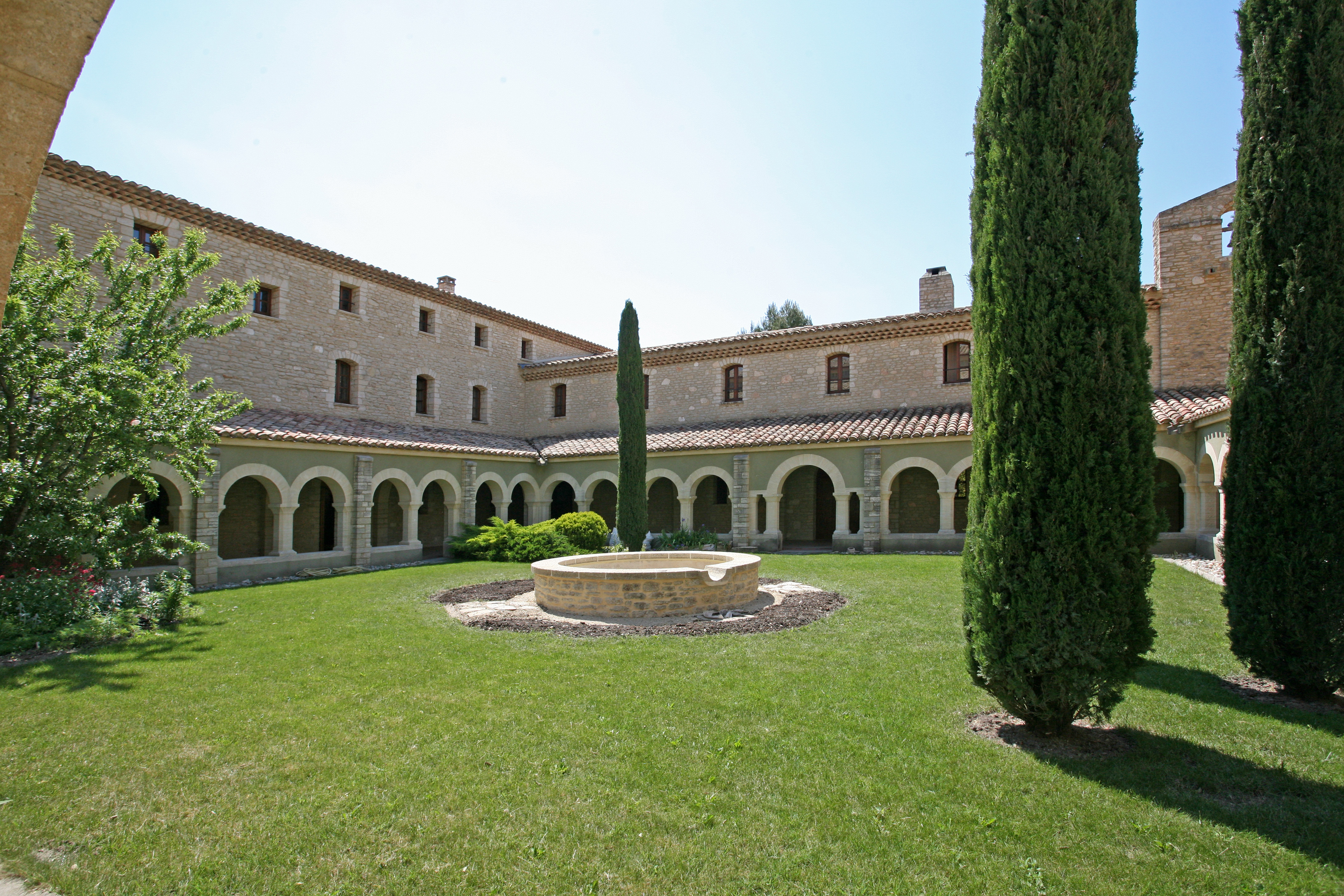
O claustro
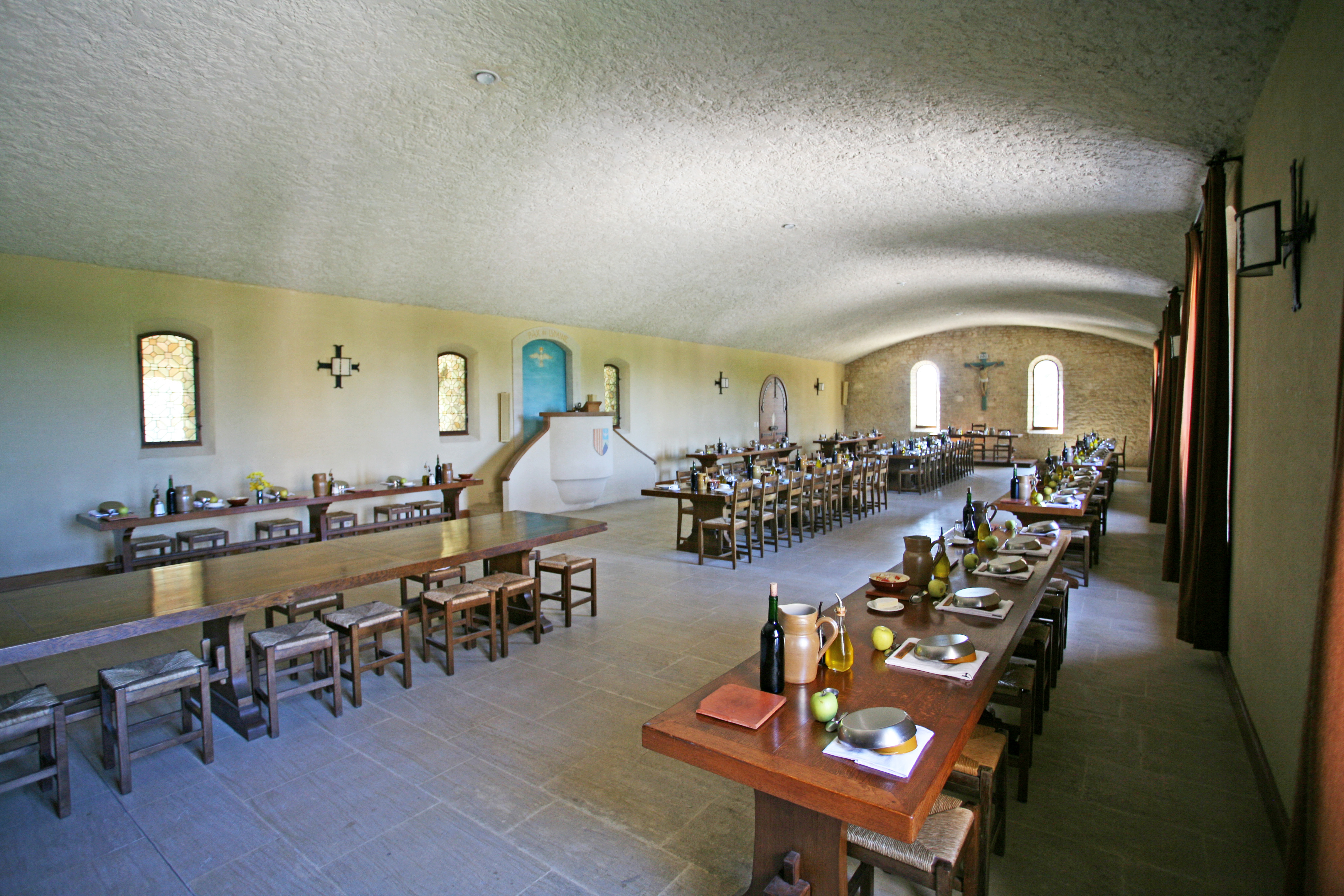
O refeitório